# Digue du Comte Jean

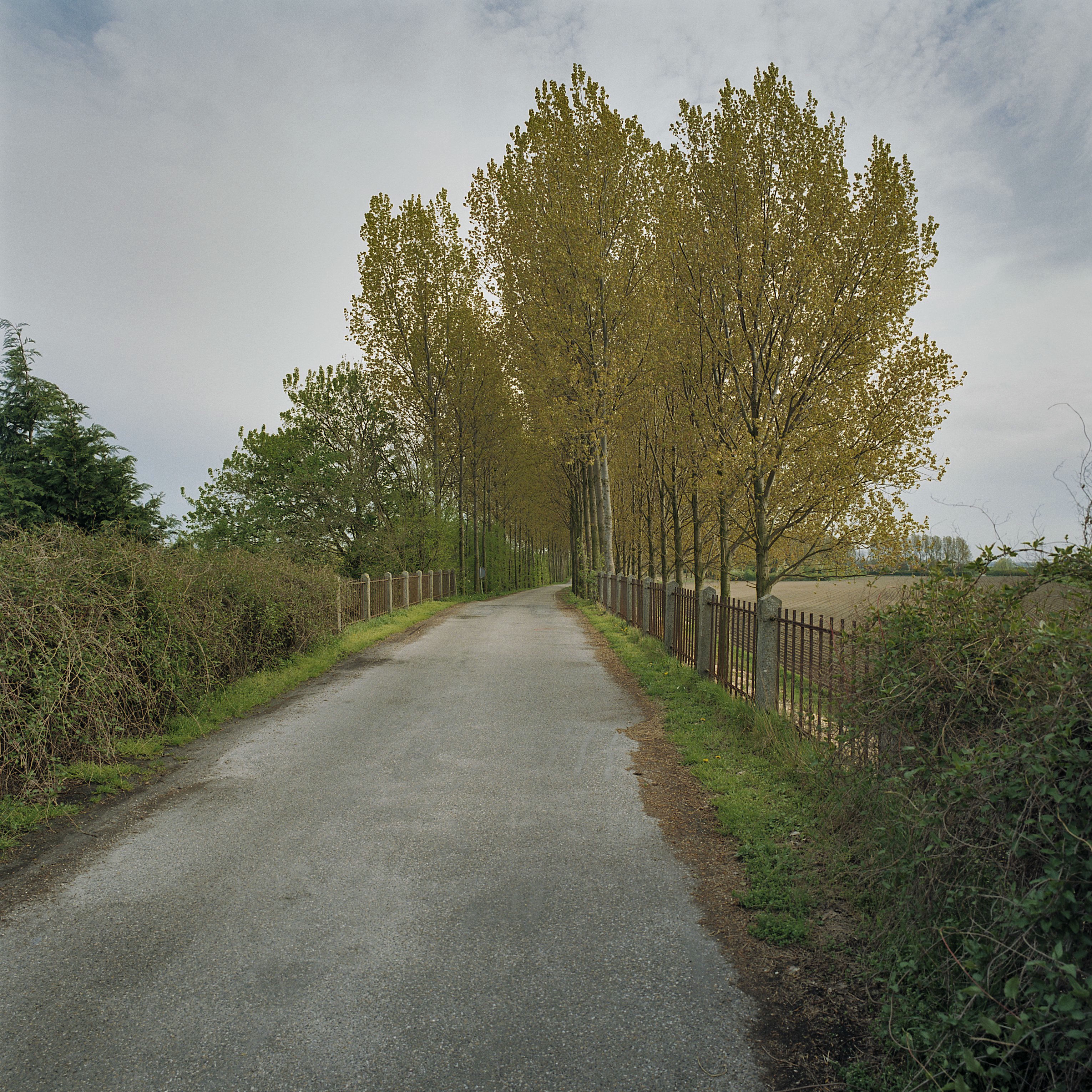
La digue dans la campagne.

La digue du comte Jean (en néerlandais : Graaf Jansdijk) est un remblai le long de la mer du Nord et de l'embouchure de l'Escaut occidental. 
Elle va de Dunkerque à Terneuse et traverse le Nord-Pas-de-Calais en France, les provinces belges de Flandre-Occidentale et de Flandre-Orientale et, aux Pays-Bas, la Flandre zélandaise ; elle a été construite en 1405.

## Histoire
Déjà au IXe siècle, des digues protégeaient des ondes de tempête en mer du Nord et dans l'Escaut occidental. Sint Anna ter Muiden et Axel ont été reliés par une digue, à l'initiative de Jean Ier de Namur, fils du comte de Flandre Gui de Dampierre.
Les inondations du XIIIe siècle et XIVe siècle ont causé beaucoup de dégâts. Marguerite III de Flandre, à l'époque duchesse de Flandre jure proprio, a ordonné de construire une digue de protection après le raz-de-marée de la Sainte-Élisabeth en 1404. Après son décès l'année suivante, son fils et successeur Jean sans Peur, duc et comte de Bourgogne, comte de Flandre, etc., a fait réunir les digues existantes[réf. nécessaire]. Deux autres « raz-de-marée de la Sainte-Élisabeth » (19 novembre) ont encore eu lieu, en 1421 et 1424, mais ils ont surtout inondé le Biesbosch, à la frange nord du duché de Brabant.
Charles Quint, au XVIe siècle, a donné la permission d'interrompre la digue pour la construction du canal de Sas.

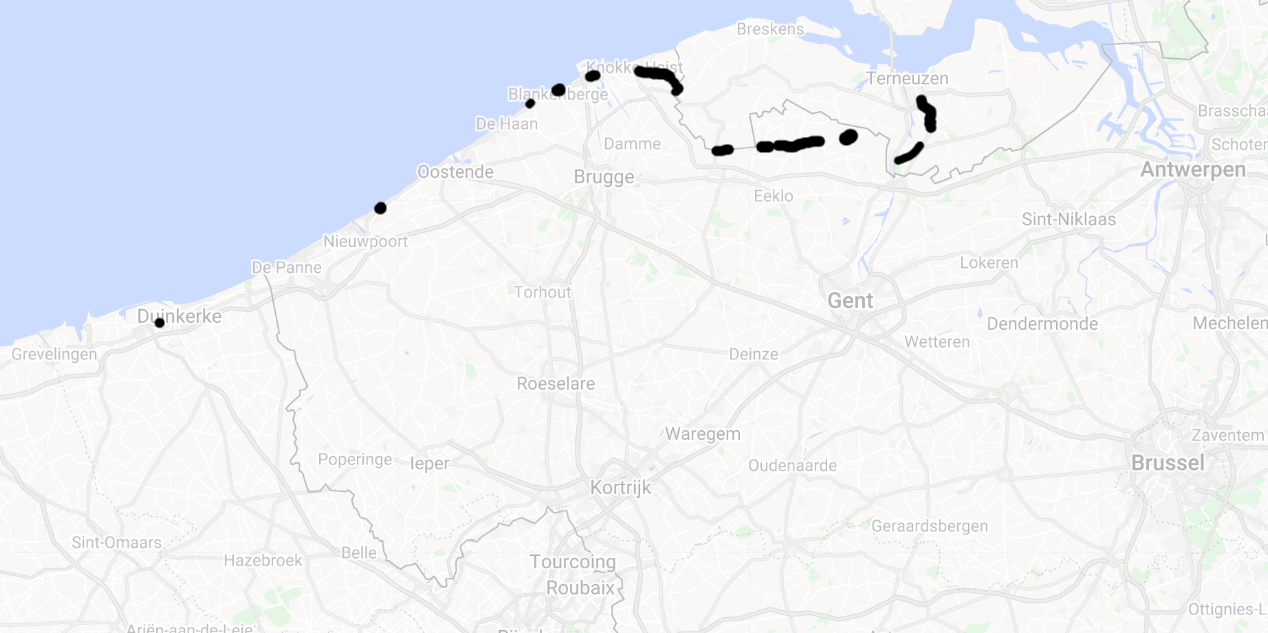
Carte (incomplète) des odonymes renvoyant à la Digue du comte Jean.

Aujourd'hui, cette digue n'a plus sa fonction primitive. Elle est généralement bien conservée et sert de routes. Les fragments suivants sont encore identifiables, au XXIe siècle :
- Digue Comte Jean, Saint-Pol-sur-Mer (France)
- Graaf Jansstraat (rue du Comte Jean), Middelkerke
- Graaf Jansdijk (digue du Comte Jean), Ostende
- Graaf Jansdijk, Le Coq-sur-Mer
- Graaf Jansdijk, Blankenberghe
- Graaf Jansdijk, Zeebruges
- Graaf Jansdijk, Knokke-Heist
- Graaf Jansdijk, Sint Anna ter Muiden, commune de L'Écluse (Pays-Bas)
- Graaf Jansdijk, Eede, commune de L'Écluse
- Comer-Graafjansdijk, Saint-Laurent (Belgique)
- Graafjansdijk, Saint-Laurent
- Gravenstraat (rue du Comte), Saint-Laurent
- Gravenstraat, Assenede
- 's-Gravenjansdijk (nl) (Digue-le-Comte-Jean) (hameau) et Landsdijk (digue du Pays) (autre nom de ce hameau, et rue), commune d'Assenede
- Graafjansdijk A et Graafjansdijk B, Westdorpe, commune de Terneuse, Pays-Bas
- Graaf Jansdijk, Schapenbout (nl) (hameau), commune de Terneuse
- Graaf Jansdijk, Axel, commune de Terneuse
- Graaf Jansdijk, Terneuse

En reliant tous ces points, on voit que la digue suivait à peu près la côte actuelle de Dunkerque jusqu'au Zwin, qu'ensuite elle se trouvait tantôt au nord, tantôt au sud de l'actuelle frontière, et qu'après avoir quitté celle-ci à Sas-de-Gand, le dernier point où elle est encore attestée se trouve immédiatement au sud de la partie agglomérée de la ville de Terneuse proprement dite.

## Référence
- (nl) Cet article est partiellement ou en totalité issu de l’article de Wikipédia en néerlandais intitulé « Graaf Jansdijk » (voir la liste des auteurs).